# Петров Володимир Володимирович (хокеїст)
Володимир Петров (рос. Владимир Петров, 30 червня 1947, Красногорськ — 28 лютого 2017, Москва) — радянський хокеїст, що грав на позиції центрального нападника. Грав за збірну команду СРСР.
Олімпійський чемпіон.

## Ігрова кар'єра
Хокейну кар'єру розпочав 1965 року виступами за команду «Крила Рад» (Москва).
Протягом професійної клубної ігрової кар'єри, що тривала 19 років, захищав кольори команд «Крила Рад» (Москва), ЦСКА (Москва) та СКА (Ленінград).
Виступав за збірну СРСР, провів 107 ігор в її складі.

## Інше
Один сезон (1983/84) тренував СКА (Ленінград). З 1986 по 1988 головний тренер збройних сил СРСР. У сезоні 1989/90 начальник команди СКА МВО (Калінін).
З 22 травня 1992 по 8 квітня 1994 президент Федерації хокею Росії.
1995—1996 — генеральний менеджер ХК «Спартак» (Москва).
1998—2000 — генеральний менеджер ПХК ЦСКА (Москва).
2003—2005 — генеральний менеджер ХК СКА (Санкт-Петербург).
2013—2017 — член асоціації ветеранів хокейного клубу ЦСКА (Москва).
21 листопада 2013 — 28 лютого 2017 — президент Російської громадської організації «Золота шайба».

## Досягнення
- 9-разовий чемпіон світу — 1969, 1970, 1971, 1973, 1974, 1975, 1978, 1979, 1981
- 2-разовий Олімпійський чемпіон — 1972, 1976
- 11-разовий чемпіон СРСР — 1968, 1970—1973, 1975, 1977—1981
- 5-разовий володар Кубка СРСР — 1968, 1969, 1973, 1977, 1979
- Найкращий бомбардир чемпіонатів світу — 1973, 1977, 1979

## Статистика

### Клубні виступи
| Сезон         | Клуб                 | Ліга          | Регулярний сезон | Регулярний сезон | Регулярний сезон | Регулярний сезон | Регулярний сезон |
| Сезон         | Клуб                 | Ліга          | І                | Г                | П                | О                | ШХ               |
| ------------- | -------------------- | ------------- | ---------------- | ---------------- | ---------------- | ---------------- | ---------------- |
| 1965–66       | «Крила Рад» (Москва) | СРСР          | 23               | 1                | 8                | 9                | —                |
| 1966–67       | «Крила Рад» (Москва) | СРСР          | 44               | 15               | 9                | 24               | —                |
| 1967–68       | ЦСКА (Москва)        | СРСР          | 38               | 21               | 19               | 40               | —                |
| 1968–69       | ЦСКА (Москва)        | СРСР          | 39               | 27               | 18               | 45               | —                |
| 1969–70       | ЦСКА (Москва)        | СРСР          | 43               | 51               | 21               | 72               | —                |
| 1970–71       | ЦСКА (Москва)        | СРСР          | 37               | 16               | 16               | 32               | —                |
| 1971–72       | ЦСКА (Москва)        | СРСР          | 32               | 21               | 16               | 37               | —                |
| 1972–73       | ЦСКА (Москва)        | СРСР          | 30               | 27               | 22               | 49               | —                |
| 1973–74       | ЦСКА (Москва)        | СРСР          | 28               | 14               | 14               | 28               | 34               |
| 1974–75       | ЦСКА (Москва)        | СРСР          | 34               | 27               | 26               | 53               | 58               |
| 1975–76       | ЦСКА (Москва)        | СРСР          | 34               | 22               | 22               | 44               | 46               |
| 1976–77       | ЦСКА (Москва)        | СРСР          | 35               | 26               | 36               | 62               | 57               |
| 1977–78       | ЦСКА (Москва)        | СРСР          | 31               | 28               | 28               | 56               | 41               |
| 1978–79       | ЦСКА (Москва)        | СРСР          | 43               | 26               | 37               | 63               | 54               |
| 1979–80       | ЦСКА (Москва)        | СРСР          | 32               | 21               | 20               | 41               | 28               |
| 1980–81       | ЦСКА (Москва)        | СРСР          | 40               | 19               | 24               | 43               | 42               |
| 1981–82       | СКА (Ленінград)      | СРСР          | 20               | 4                | 3                | 7                | 24               |
| 1982–83       | СКА (Ленінград)      | СРСР          | 12               | 4                | 4                | 8                | 18               |
| Усього в СРСР | Усього в СРСР        | Усього в СРСР | 595              | 370              | 343              | 713              | 402              |

### Збірна
| Рік         | Команда     | Турнір      | І   | Г  | П  | О   | ШХ |
| ----------- | ----------- | ----------- | --- | -- | -- | --- | -- |
| 1969        | СРСР        | ЧС          | 10  | 6  | 2  | 8   | 16 |
| 1970        | СРСР        | ЧС          | 10  | 5  | 3  | 8   | 8  |
| 1971        | СРСР        | ЧС          | 9   | 8  | 3  | 11  | 2  |
| 1972        | СРСР        | ОІ          | 4   | 0  | 2  | 2   | 0  |
| 1972        | СРСР        | ЧС          | 10  | 6  | 6  | 12  | 6  |
| 1972        | СРСР        | СС          | 8   | 3  | 4  | 7   | 10 |
| 1973        | СРСР        | ЧС          | 10  | 18 | 16 | 34  | 12 |
| 1974        | СРСР        | ЧС          | 8   | 4  | 7  | 11  | 0  |
| 1974        | СРСР        | СС          | 7   | 1  | 6  | 7   | 4  |
| 1976        | СРСР        | ОІ          | 6   | 6  | 3  | 9   | 6  |
| 1977        | СРСР        | ЧС          | 10  | 7  | 14 | 21  | 8  |
| 1979        | СРСР        | КВ          | 3   | 0  | 0  | 0   | 2  |
| 1979        | СРСР        | ЧС          | 8   | 7  | 8  | 15  | 10 |
| 1980        | СРСР        | ОІ          | 7   | 4  | 2  | 6   | 6  |
| Збірна СРСР | Збірна СРСР | Збірна СРСР | 107 | 75 | 76 | 151 | 88 |